# Pewamo
Pewamo – wieś w Stanach Zjednoczonych, w stanie Michigan, w hrabstwie Ionia.